# Alex Lodiong Sakor Eyobo
Alex Lodiong Sakor Eyobo (Wudu, 26 de janeiro de 1971) é um clérigo sul-sudanês e bispo católico romano de Yei.
Alex Lodiong Sakor Eyobo frequentou o Seminário Menor St. Mary em Juba de 1989 a 1993. Ele então estudou filosofia e teologia católica no Seminário Nacional St. Paul em Juba. Em 24 de junho de 2001, Sakor Eyobo recebeu o sacramento da ordenação para a Diocese de Yei.
Sakor Eyobo trabalhou inicialmente como vigário paroquial da paróquia do Sagrado Coração em Lomin antes de se tornar secretário geral da Diocese de Yei em 2002. Ele também obteve um diploma em ciência da computação na Universidade Católica da África Oriental, em Nairóbi, em 2003. Em 2006, Alex Lodiong Sakor Eyobo tornou-se economista diocesano adicional e coordenador de comunicações e educação. Ao mesmo tempo, concluiu uma licenciatura em administração financeira na Christian Organizations Research and Advisory Trust of Africa (CORAT Africa) em Nairobi, de 2006 a 2007. De 2008 a 2013, Alex Lodiong Sakor Eyobo foi Ministro Diocesano da Juventude. Depois trabalhou como reitor do seminário menor de Yei. Em 2014, Sakor Eyobo foi enviado a Roma para estudos adicionais, onde obteve a licenciatura em teologia bíblica pela Pontifícia Universidade Urbaniana em 2018. Depois de retornar à sua terra natal, tornou-se economista, treinador e conferencista no Seminário Nacional St. Paul em Juba.
Em 11 de fevereiro de 2022, o Papa Francisco nomeou-o Bispo de Yei. O arcebispo emérito de Cartum, cardeal Gabriel Zubeir Wako, ordenou-o bispo em 15 de maio do mesmo ano na Catedral de Cristo Rei em Yei; Os co-consagradores foram o Núncio Apostólico no Sudão do Sul, Dom Hubertus van Megen, e o Arcebispo de Juba, Stephen Ameyu Martin Mulla.
Tendo em vista conflitos no Sudão do Sul tem conclamado a que rebeldes e militares parem de ameaçar a população, destacando, em outra oportunidade, a necessidade de amor sincero e incondicional para “estar em paz”.